# Flauto iperbasso
Il flauto iperbasso è lo strumento più grande e dal registro più basso della famiglia dei flauti. Suona in do, quattro ottave sotto il flauto traverso (tre ottave sotto il flauto basso, due ottave sotto il flauto contrabbasso, un'ottava sotto il flauto subcontrabbasso). Il tubo dello strumento è lungo oltre 15 metri e la nota più grave che può suonare è il do un'ottava sotto il do più basso del pianoforte (16 Hz), generalmente considerata come limite inferiore della percezione dell'orecchio umano. Il flauto iperbasso è realizzato in PVC e legno.

## Storia
L'inventore e principale artista di questo unico strumento è il flautista italiano Roberto Fabbriciani. L'unico esemplare conosciuto dello strumento è un prototipo realizzato per Fabbriciani da Francesco Romei, un artigiano fiorentino. Fabbriciani, dopo averlo denominato hyperbass flute (flauto iperbasso, in italiano) lo ha usato la prima volta per registrare la composizione Con Fuoco del compositore romano Nicola Sani presso lo studio del Westdeutscher Rundfunk (WDR) a Colonia, mentre la prima composizione con flauto iperbasso è Persistenza della memoria di Alessandro Grego pubblicata nel 2001 da ARTS label nel CD Flute XX vol.2. 
- Nel 2006 R. Fabbriciani pubblicò un intero CD di musica per flauto iperbasso, intitolato Glaciers in Extinction, su etichetta Col Legno.
- Nel 2002 A. Guarnieri Medea opera di video per soli, voce morbida, coro, orchestra, assoli strumentali e live electronics (2000) l'opera-video Medea, per soli, coro e orchestra  a Venezia, Teatro la Fenice (2002).
- N. Sani Diotima e Euridice (2005). Opera da camera per voci, strumenti e elettronica su testo  a cura dell'autore (70') Zagreb, Music Biennale 2005, Zagreb Puppet Theatre, 21.4.2005 -  fl. R. Fabbriciani
- Nel 2007 A. Guarnieri Pietra di Diaspro per 7 solisti, coro, assoli strumentali, orchestra e live electronics (2005) Teatro dell'Opera di Roma e Ravenna Festival (2007).
- Nel 2009 N. Cisternino, Tempo Armonico (ispirata a Leonardo da Vinci) per flauto iperbasso (fli), suoni intrauterini, voci d'aria e d'acque e live electronics, Gallerie dell'Accademia di Venezia (in occasione dell'esposizione dell'Uomo Vitruviano),11.10.2009 - fl. R. Fabbriciani
- Nel 2009 R. Fabbriciani pubblicò un intero CD di musica per flauto iperbasso e tuba microtonale, intitolato Nella basilica, assieme a Robin Hayward alla tuba microtonale, su etichetta Another Timbre.
- Nel 2010 R. Fabbriciani pubblicò un intero CD di musica per flauto iperbasso e tárogató, intitolato Winds of the Heart, assieme Esther Lamneck al tárogató, su etichetta Innova.[3]
- Nel 2011 R. Fabbriciani, Motion Capture (2011) per flauto iperbasso elaborato tramite motion capture e live electronics (35'ca.), 10.4.2011 - fl. R. Fabbriciani, live electronics A. Vidolin (Edizioni SZ Milano, 14114  P. 14115  NS. N.).
- Nel 2013 R. Fabbriciani pubblicò un CD di musica con flauto iperbasso, intitolato Alchemies, su etichetta Brilliant.[4]